# DVD+R DL

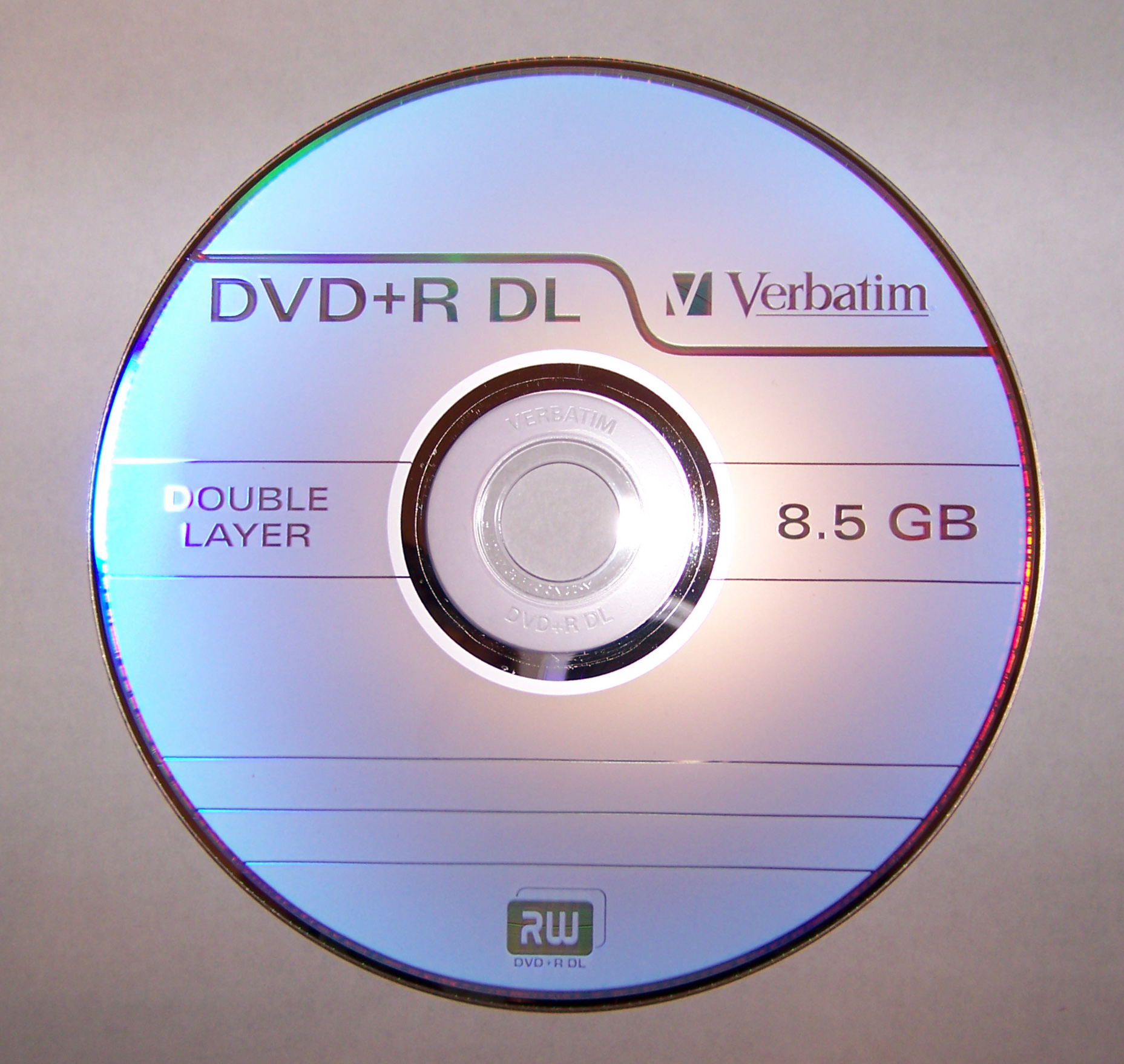
Płyta DVD+R DL firmy Verbatim

DVD+R Double Layer (DVD+R DL, DVD+9, DVD+DL, DVD+R dwuwarstwowe) – rodzaj płyt DVD stanowiący pochodną formatu DVD+R stworzonego przez DVD+RW Alliance. Pierwszy raz zaprezentowany został w październiku 2003. DVD+R DL to płyta średnicy 12 cm, posiadająca dwie zapisywalne warstwy zdolne pomieścić około 4,7 GB każda, jedna pod drugą, rozdzielone specjalnym materiałem przepuszczającym światło o określonej długości. Dzięki odbijaniu światła przez pierwszą warstwę możliwe jest jej odczytanie, natomiast dzięki odpowiedniemu skupieniu wiązki światła lasera, możliwe jest odczytywanie drugiej warstwy. 
Napędy DVD wyprodukowane po roku 2003 obsługują odczyt płyt DVD+R DL. Płyty tego typu mają niemal dwukrotnie większą pojemność niż nośniki jednowarstwowe.
W praktyce płyta DVD DL pomieści 7,961 GB.
| Rodzaj Dysku | liczba sektorów na dane (2048 B każdy) | pojemność w bajtach | pojemność w GB | pojemność w GiB |
| ------------ | -------------------------------------- | ------------------- | -------------- | --------------- |
| DVD-R (SL)   | 2 298 496                              | 4 707 319 808       | 4,7            | 4,384           |
| DVD+R (SL)   | 2 295 104                              | 4 700 372 992       | 4,7            | 4,378           |
| DVD-R DL     | 4 171 712                              | 8 543 666 176       | 8,5            | 7,957           |
| DVD+R DL     | 4 173 824                              | 8 547 991 552       | 8,5            | 7,961           |